# طاهره سجادی

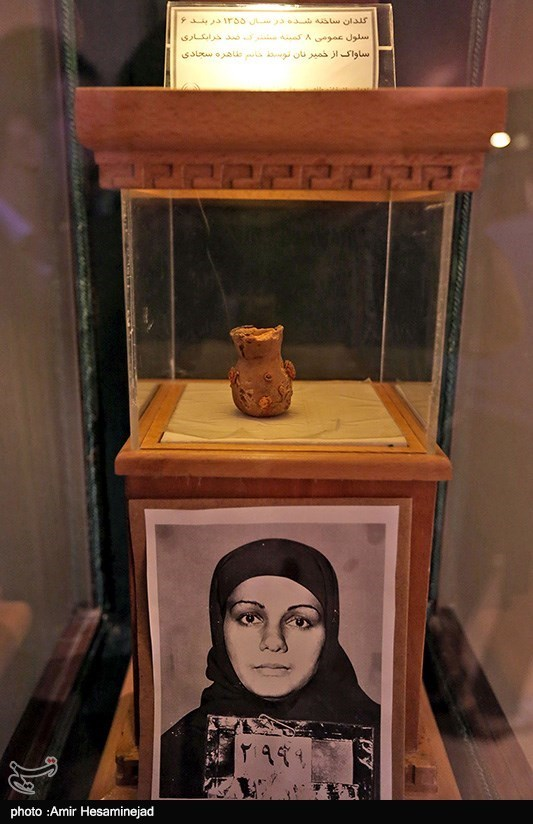
نگاره‌ای از چهرهٔ طاهره سجادی و گلدانی که او با خمیرنان در سلول ساواک ساخته بود.

طاهره سجادی (زاده:۱۳۲۱ تهران) یکی از فعالان سیاسی و زندانیان سیاسی مسلمان در دوران حکومت پهلوی است که پس از مدتها بازجویی و شکنجه در کمیته مشترک ضد خرابکاری به ۱۵ سال حبس محکوم گردید. وی پیرامون پرونده ترور آمریکایی‌ها دستگیر گردیده بود.
او خاطراتش را در کتاب «خورشیدواره» منتشر نموده‌است. نام این کتاب برگرفته از شعری‌است که که او آن‌را بر روی سلول زندان خوانده بود:
این ذره ذره گرمی خورشیدواره‌ها
یک روز بی‌گمان
سرمی‌زند ز جائی و خورشید می‌شود.
همچنین، فرزند او «مجتبی» در جنگ ایران و عراق داوطلبانه شرکت‌نمود و در سن ۱۷ سالگی توسط بعثی ها از دنیا رفت